# Eric Eussen
Eric Leonardus Johannes Marie Eussen (14 december 1972) is een Nederlandse handbalcoach en voormalig handballer.

## Biografie
Eussen begon met handballen op zesjarige leeftijd bij Wijnandia in zijn woonplaats Wijnandsrade waar hij in 2009 ook zijn spelersloopbaan beëindigde. In de tussenliggende periode speelde hij uit voor V&L, Swift Arnhem, opnieuw V&L, Eynatten, Neerpelt, Sittardia en BFC. Zijn grootste successen vierde hij in België bij Eynatten onder Pim Rietbroek. Hij behaalde er drie landstitels en viermaal maal de nationale beker. Vijf keer kwam hij uit voor het Nederlands team.
Na zijn spelerscarrière was trainer bij verschillende clubs, zoals Bevo HC 2 en HandbaL Venlo. Sinds 2020 is hij jeugdtrainer bij HV BFC.

## Privé
Eussen is vader van drie kinderen. Zijn zonen, Ids Eussen en Jur Eussen spelen bij de Limburg Lions. Zijn jongste dochter speelt bij BFC.